# Нестеровка (Жуковский район)
Нестеровка — деревня в Жуковском районе Калужской области России. Входит в состав сельского поселения «Село Высокиничи».

## География
Расположена на берегу безымянной речки, притока реки Паж,   называемой Ильинка.
Рядом —  Лябинка.

## История
В 1593 году деревня Нестеровское —  вотчина Троице-Сергиева монастыря.
В 1627/29 деревня Нестеровское — вотчина Троице-Сергиева монастыря.
В 1678 году Нестеровка — поместье.
С 1640 года принадлежала князьям Репниным.
До 1775 входила в Оболенский уезд Московской провинции Московской губернии, после относилась к  Малоярославецкому уезду Калужского наместничества, затем губернии.
В 1782 во владении Коллегии экономии синодального правления, ранее принадлежала братьям Орловым.
В 1891 году входила в Авчининскую волость Малоярославецкого уезда.

## Население
| 2002 | 2010 |
| ---- | ---- |
| 1    | ↘0   |